# Eugène Bourgeau
Eugène Bourgeau (Brizon, 1813 - París, 1877) va ser un botànic francès.
Recollí durant un cert temps espècimens botànics a Espanya, Àfrica del Nord i Illes Canàries, abans d'unir-se a l'Expedició Palliser al Canadà, de 1857 a 1860.